# مقاطعة آيرون (ميشيغان)
مقاطعة آيرون هي مقاطعة في ميشيغان، بلغ عدد سكانها 11٬817  نسمة، في 2010، عاصمتها كريستال فولز، تبلغ مساحتها 3٬137 كيلومتر مربع.

## الموقع
تشترك في الحدود مع:
- مقاطعة هوتون
- مقاطعة غوجيبيك (ميشيغان)
- مقاطعة فلورنس
- مقاطعة فورست
- مقاطعة ديكنسون
- مقاطعة ماركويت
- مقاطعة أونتوناغون
- مقاطعة باراجا (ميشيغان)
- مقاطعة فيلاس.

## التقسيمات الإدارية
- كريستال فولز.